# Porta Aberta
Porta Aberta é o primeiro álbum de estúdio da cantora e compositora brasileira Luka, lançado em agosto de 2003 pela Sony Music.
Nesse primeiro trabalho, Luka se apresenta como uma cantora de voz firme e melodiosa e também como uma excelente compositora. Entre outras canções, ela se destaca como uma das compositoras de "Tô Nem Aí", música lançada em 2003, que na nova versão do álbum, de 2006 também recebe três outras roupagens e remixes.
A artista também é responsável pela faixa título do álbum, "Porta Aberta", segundo single de trabalho da Luka, chegou a ficar em primeiro lugar na lista das músicas mais tocadas na época.
O álbum lançado em agosto de 2003 pela gravadora Sony Music, foi relançado em maio de 2006, dessa vez pela gravadora Warner Music, numa versão remasterizada incluindo 4 faixas bônus.

## Lista de faixas
| Porta Aberta – Edição padrão |                                            |                                                  |                  |         |  |
| N.º                          | Título                                     | Compositor(es)                                   | Produtor(es)     | Duração |  |
| 1.                           | "Tô Nem Aí"                                | Luka Latino Alessandro Tausz Lara Tausz          | Alessandro Tausz | 2:33    |  |
| 2.                           | "Não Sei de Mais Nada"                     | Luka                                             | A. Tausz         | 3:13    |  |
| 3.                           | "Porta Aberta"                             | Luka                                             | A. Tausz         | 3:40    |  |
| 4.                           | "Nada Leve"                                | Luka                                             | A. Tausz         | 3:13    |  |
| 5.                           | "Baranguinha"                              | Luka                                             | A. Tausz         | 2:49    |  |
| 6.                           | "Ao Vento"                                 | Luka                                             | A. Tausz         | 2:41    |  |
| 7.                           | "Difícil pra Você" (com part. de Billy)    | Luka A. Tausz Dudu Trentin Billy                 | A. Tausz         | 3:51    |  |
| 8.                           | "Te Amaré"                                 | Adriana Mezzadri A. Tausz Gino Maurício Brotinho | A. Tausz         | 4:04    |  |
| 9.                           | "Ópio"                                     | Luka Lili Trentin                                | A. Tausz         | 3:15    |  |
| 10.                          | "Memórias de Uma Boneca de Cristal"        | Luka                                             | A. Tausz         | 3:42    |  |
| 11.                          | "Tô Nem Aí" (Extended Remix) (faixa bônus) | Luka Latino A. Tausz L. Tausz                    | A. Tausz         | 4:32    |  |
| Duração total:               | Duração total:                             | Duração total:                                   | Duração total:   | 37:33   |  |

| Porta Aberta – Faixas bônus do relançamento de 2006 |                                  |                               |                           |         |  |
| N.º                                                 | Título                           | Compositor(es)                | Produtor(es)              | Duração |  |
| 11.                                                 | "Tô Nem Aí" (Versão 2006)        | Luka Latino A. Tausz L. Tausz | Clemente Tadeu Nascimento | 2:19    |  |
| 12.                                                 | "Tô Nem Aí" (Extended Remix)     | Luka Latino A. Tausz L. Tausz | A. Tausz                  | 4:32    |  |
| 13.                                                 | "Tô Nem Aí" (Versão acústica)    | Luka Latino A. Tausz L. Tausz | A. Tausz                  | 2:03    |  |
| 14.                                                 | "Porta Aberta" (Versão acústica) | Luka                          | A. Tausz                  | 3:21    |  |
| Duração total:                                      | Duração total:                   | Duração total:                | Duração total:            | 45:16   |  |

## Singles
| Ano  | Single                           | Melhor posição |
| Ano  | Single                           | BRA Hot 100    |
| ---- | -------------------------------- | -------------- |
| 2003 | "Tô Nem Aí"                      | 1              |
| 2003 | "Porta Aberta"                   | 1              |
| 2004 | "Difícil Pra Você" (Feat. Billy) | 7              |

## Posições
| Parada musical (2003–2004)                   | Melhor posição |
| -------------------------------------------- | -------------- |
| Brazilian Albums Chart                       | 1              |
| Brasil Top 40                                | 1              |
| Portugal (Associação Fonográfica Portuguesa) | 21             |

| País   | Vendas   |
| ------ | -------- |
| Brasil | 500 000+ |